# アメリカ合衆国有色軍局
アメリカ合衆国有色軍局 (英語:Bureau of Colored Troops)は、南北戦争中の
1863年5月22日にアメリカ合衆国旧陸軍省が設置した局。最高指揮官第143番指令によって、アフリカ系アメリカ人をアメリカ合衆国有色軍の兵士として徴用することを促進させるために設置された。
チャールズ・W・フォスター少佐が局長に就任し、局内の情報はロレンツォ・トマス将軍副官に報告された。
アメリカ合衆国有色軍に任命されることは、アフリカ系アメリカ人にとってそれまでの様々な国家の称号にとって変わる称号となった。